# Åskasjön
Der Åskasjön (auch Stor-Åskasjön) ist ein See in der schwedischen Gemeinde Örnsköldsvik in der Provinz Västernorrlands län. Der Name bedeutet auf Deutsch Donnersee.

## Geografie
Der See liegt auf der rechten Seite des Norra Anundsjöån und wird zu diesem durch einen kleinen Bach entwässert. Auf gleicher Höhe des Åskasjön liegt auf der linken Flussseite des Norra Anundsjöån die Kubbe flygbas.